# Walter Bertelsmann
Walter Bertelsmann (* 2. Januar 1877 in Bremen; † 11. Februar 1963 in Worpswede) war ein deutscher Landschaftsmaler.

## Biografie
Bertelsmann war der älteste von drei Söhnen des Kaufmanns Friedrich Wilhelm Bertelsmann und dessen Ehefrau Sophie Bertelsmann, geb. Delius. Er absolvierte eine Lehre als Tabakkaufmann und war von 1898 bis 1902 in der väterlichen Tabakfirma als Prokurist und reisender Firmenvertreter tätig („Reisender mit dem Skizzenbuch“).
1898 nahm er ersten Malunterricht bei Wilhelm Otto in Bremen. Von 1902 bis 1904 war er Schüler von Hans am Ende in Worpswede und wirkte sein Leben lang als Landschaftsmaler in der Künstlerkolonie Worpswede, als letzter der „Alten Worpsweder Meister“. 1905 stellte er zum ersten Mal in der Kunsthalle Bremen aus. 1910 war er in Leipzig auf der Ausstellung des Deutschen Künstlerbundes mit seinem Bild „Märzsonne“ vertreten.
1912 heiratete er die Hamburger Malerin Erna Lundbeck (* 12. Juli 1880 in Schwerin; † 4. Juli 1956 in Worpswede). Sie hatten drei Kinder:
- Jürgen Bertelsmann, der ebenfalls Maler wurde und 1942 in Russland fiel,
- Hilde Bertelsmann, die Pianistin wurde, und
- Renate Bertelsmann, die Sängerin wurde.

Nach seinem Einsatz im Ersten Weltkrieg an der Westfront in Frankreich erwarb Bertelsmann 1918 in Worpswede im Rusch ein 1785 erbautes altes Bauernhaus mit Reetdach und Fachwerk, das heute noch fast unverändert erhalten ist.
Als heimatverbundener Maler („ein Land ohne freien Horizont ist für mich Norddeutschen auf die Dauer nicht zu ertragen“) vertrat er eine deutschnationale Gesinnung und passte sich nach 1933 den herrschenden Verhältnissen an. Er trat wie auch Otto Modersohn der Reichskulturkammer bei, um weiterhin ausstellen zu können
Der Tod seines Sohnes Jürgen 1942 und das nachlassende Publikumsinteresse an der Landschaftsmalerei führten zur seelischen und materiellen Not des Künstlers. Es wurde still um den Maler. Ihm wurde 1957 das Bundesverdienstkreuz erster Klasse verliehen.
Walter Bertelsmann starb wenige Wochen nach Vollendung seines 86. Lebensjahres am 11. Februar 1963 in Worpswede.

## Werke
Bertelsmanns Motive waren die Worpsweder Landschaft mit dem Weyerberg, Wiesen und Felder der Hammeniederung, Überschwemmungen oder das stille Moor. Er entdeckte als Erster die Schönheit der Niederelbe und Unterweser und wurde so als „Wassermaler“ bekannt. Aus frischen Studien in der freien Natur entwickelte er im Atelier größere Gemälde meist auf Leinwand mit Ausarbeitung der Details. Neben seinen Ölgemälden sind auch Aquarelle mit maritimen Motiven erhalten.
Bertelsmann fing sein Motiv aus einer erhöhten Position im Querformat ein und konnte so die Weite der flachen Landschaft vermitteln. In genauer Kenntnis der Wirkung der Kontrastfarben arbeitete er mit kurzen, oft filigranen Strichen, mit denen er eindrucksvolle Stimmungen („Spätabends“) schaffte, in denen er das gleißend flirrende Licht am Strand oder eine zarte Winterlandschaft einfing.
So lassen sich seine Werke zum Großteil dem Impressionismus zuordnen.  Sein umfangreiches Werk umfasst über 1000 Gemälde.